# سو روبي
سو روبي (بالإنجليزية: Sue Robbie)‏ هي مقدمة تلفزيونية بريطانية، ولدت في 5 يوليو 1949.

## وصلات خارجية
- سو روبي على موقع IMDb (الإنجليزية)
- سو روبي على موقع قاعدة بيانات الفيلم (الإنجليزية)